# Enrique Molina (atleta)
Enrique Molina Vargas (La Zubia, Granada, 1968) es un atleta español. Uno de los fondistas españoles más importantes de los noventa y de principios del siglo XXI. Ha destacado tanto en pruebas de pista 5.000 m lisos y 10.000 m lisos. 
Aunque su carrera ha trascurrido a la sombra de otros grandes fondistas como el palentino Isaac Viciosa, el madrileño Alberto García o el jienense Manuel Pancorbo o más recientemente con Juan Carlos de la Ossa, ha tenido una carrera destacable, llegando a representar a España en mundiales, europeos y Juegos Olímpicos si bien la fortuna en las grandes competiciones al aire libre no le han sonreido. No obstante ha sido varias veces campeón de España en sus distintas especialidades, ha sido plusmarquista nacional de 5,000 metros en dos ocasiones, en Estocolmo el 8 de julio del 96 batió récord de José Luis González con una marca 13:11.05, tras perder el récord un año después de mano de Anacleto Jiménez lo vuelve a batir en Estocolmo el 7 de julio del 97, este récord le duraría otro año, hasta que se lo arrebató Alberto García. Es plusmarquista autonómico en 5,000m y 10,000m. A nivel internacional su momento más importante fue la medalla de bronce que conquistó en el mundial de Toronto de pista cubierta de 1993, en lo que fue la única medalla española de aquella representación española. En el año 1996 logra un séptimo puesto en la final de 5.000m en los Juegos Olímpicos de Atlanta 1996. En el 2000 en los Juegos Olímpicos de Sídney en la final de 10.000m, no tiene tanta fortuna y abandona. 
En los campeonatos de Europa de 1998 en Budapest consigue un meritorio sexto puesto en 10,000m y en los mundiales de atletismo consigue puesto de finalista en el de Atenas de 1997 al lograr un meritorio 8.º puesto en la final de 5.000 metros.

## Palmarés
Nacional
- Campeón de España de Campo a través: 2000
- Campeón nacional de 5.000 m al aire libre: 1995(13:43.84)
- Campeón de España 1.500 m en pista cubierta: 1993 (3:51.72)

Internacional
- Mundial de pista cubierta Toronto 1993	medalla de bronce en 3000 m lisos con una marca de 7:51.84.
- Challenger Europea 10.000 m  Lisboa 1998 por equipos, segundo puesto de la selección española donde participa Enrique Molina con un tiempo de 1:22:51.51.
- Challenger Europea 10.000 m Baracaldo 1999 por equipos, primer puesto de la selección española donde participa Enrique Molina con un tiempo de 1:23:24.76.
- Challenger Europea 10.000 m Lisboa 2000 por equipos, primer puesto de la selección española donde participa Enrique Molina con un tiempo de 1:24:06.77.
- Challenger Europea 10.000m Lisboa 2000 Enrique Molina	consigue el primer puesto con una marca de 27:59.80.
- Challenger Europea 10.000 m Atenas 2003 por equipos, segundo puesto de la selección española donde participa Enrique Molina con un tiempo de 1:25:16.20.
- Europeo de Cross de clubs San Sebastián 2000 Enrique Molina	2.º puesto ocn una marca de 29:54.
- 7.º Puesto Juegos Olímpicos Atlanta 1996 con una marca de 13:12.91.
- 8.º Puesto Campeonato del Mundo Atenas 1997 con una marca de 13:24.54
- 6.º Puesto Campeonato de Budapest 1998 con una marca de 28:19.54.
- 1.º Puesto en el campeonato de Europa de Cross por equipo Saint Junient 2002.
- 2.º Puesto en el campeonato de Europa de Cross por equipo San Sebastián 2000.

Mejores Marcas
- 1.500 m 3:38.43 Barcelona 4 de agosto de 1991.
- 3000 m 7:32.32 Oslo 4 de julio de 1997.
- 5.000m 13:07.34 Estocolmo 7 de julio de 1997.
- 10.000mlisos 27:49.71 Baracaldo 4 de abril de 1998.